# Mönster (regelbundenhet)

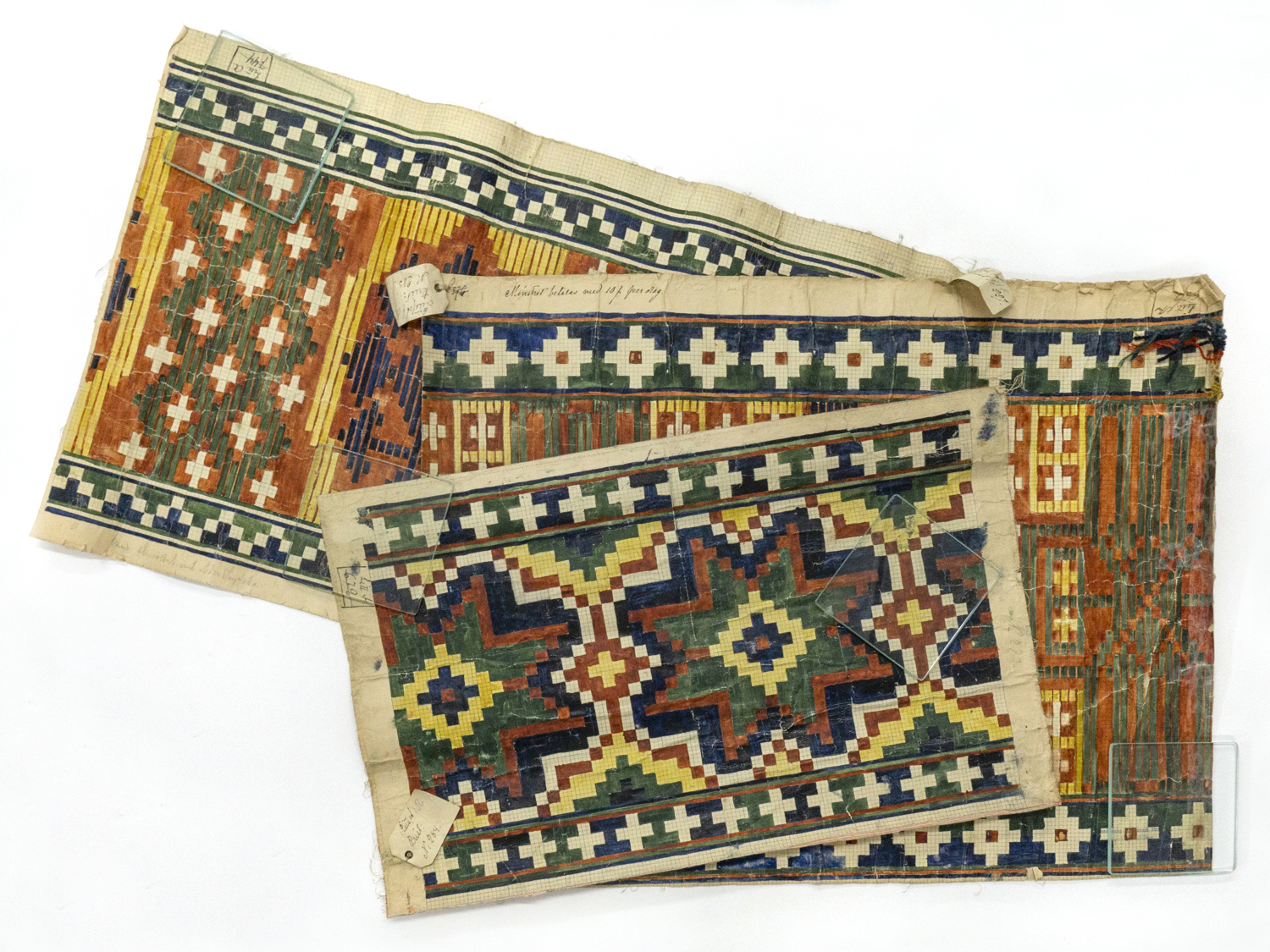
Handmålade vävmönster från Benninge lanthushållsskola, Strängnäs.

Ett mönster är en igenkännbar regelbundenhet. Det kan syfta på en fysisk förebild som kan reproduceras, men även för den regelbundenhet som ingår i den färdiga produkten.
Till exempel använder vävare och brodörer ofta ett mönster att gå efter för att producera den produkt man avser. Både vävning och broderi kan dessutom ske utan ett på förhand uppgjort och på något vis nertecknat mönster. Men allteftersom arbetet fortskrider framträder i den slutliga produkten ett färdigt mönster.
Att komponera ett mönster omfattas av upphovsrättsreglerna, vilket innebär att man inte för kommersiella ändamål får mångfaldiga andras mönster. Mönster kan också ges ett särskilt mönsterskydd med ensamrätt enligt mönsterskyddslagen (1970:45).
Enligt Gösta Bergmans etymologiska ordbok Ord med historia, kommer ordet ur det latinska verbet monstrare som betyder visa, dess utvidgade form demonstrare betyder peka ut och är välbekant i vårt ord demonstration. I svenskan kan ordet beläggas från 1550-talet.